# قارچ لرزان
قارچ لرزان (نام علمی: Tremella) نام یک سرده از تیره قارچ‌های لرزان است. همۀ گونه‌های قارچ لرزان انگل قارچ‌های دیگر هستند و بیشتر آن‌ها مخمر آنامورفیک تولید می‌کنند. بازیدیوکارپس (بدن میوه)، هنگام تولید، ژلاتینی است و به طور عامیانه در میان «قارچ‌های ژله‌ای» طبقه‌بندی‌می شود.
تاکنون بیش از ۱۰۰ گونه قارچ لرزان در سراسر جهان شناخته شده‌اند. دو گونۀ ''Tremella fuciformis'' و ''Tremella aurantialba'' به‌صورت تجاری برای غذا کشت می‌شوند.

## طبقه‌بندی

### تاریخچه
«ترملا» یا قارچ لرزان یکی از تیره‌های اصلی است که کارل لینه در گونه‌های گیاهان خود در سال ۱۷۵۳ قرار داد. این نام از واژۀ لاتین tremere به معنی «لرزیدن» گرفته شده‌است. لینه ترملا را در جلبک‌ها که شامل انواع مختلفی از جانداران دارای رشد ژلاتینی (مانند جلبک‌های دریایی، سیانوباکتری‌ها، کپک مخاطی پلاسمودیومی و قارچ‌ها) بودند، قرار داد. نویسندگان بعدی گونه‌های دیگری را به این مخلوط اضافه کردند، تا اینکه پرسون در سال ۱۷۹۴ و ۱۸۰۱ در مورد ترملا تجدید نظر کرد و ترملا را در فرمانرو قارچ‌ها قرار داد.
تفسیر مجدد پرسون از ترملا به اندازه کافی ریشه‌ای بود تا بتوان آن را یک جنس جداگانه از جانداری دانست که در ابتدا توسط لینه در نظر گرفته بود. ترملای پرسون (ترملا از نظر پرسون) در حال حاضر تحت قانون بین‌المللی نام‌گذاری گیاه‌شناسی با نام قارچ مغز زرد (Tremella mesenterica) به عنوان گونه‌ای مختلف حفظ شده‌است.

### وضعیت فعلی
تحقیقات مولکولی براساس تجزیه و تحلیل شاخه بندی توالی‌های دی‌ان‌ای نشان می‌دهد که ترملا چندنیا است (و در نتیجه مصنوعی است.) جنس به وضوح از جنس‌های دیگر درون تیرۀ قارچ‌های لرزان جدا نمی شود.    با این حال، گونه‌های نسبتاً کمی هنوز توالی یابی شده‌اند.
بیش از ۵۰۰ گونه در ترملا شرح داده شده‌اند، اما بیشتر آن‌ها نام قدیمی کاربرد مشکوک یا نام قدیمی برای گونه‌ای هستند که بعدا به سرده‌های دیگر منتقل ‌شده‌اند. در حال حاضر بیش از ۱۰۰ گونه در این سرده پذیرفته شده‌اند.